# Artabanus IV
Artabanus IV – syn Wologazesa V, król Partów w latach 216 – 224.
Artabanus około 212/213 wystąpił przeciwko panowaniu swojego brata Wologazesa VI. Najpierw opanował Medię oraz wschodnie satrapie, a w 216 miał już całkowitą przewagę nad bratem. Prawdopodobnie Wologazes otrzymał od brata część Babilonii, gdyż ostatnia znana moneta z jego wizerunkiem pochodzi z 228 roku, czyli już po obaleniu władzy Arsakidów w Partii przez Sasanidów.
Cesarz rzymski Karakalla, który już od jakiegoś czasu szukał pretekstu do wojny z Partami, zwrócił się wiosną 216 do Artabanusa z propozycją małżeństwa z jego córką. Wobec odmowy, Karakalla najechał Partów pod koniec wiosny 216 roku i przyłączył do cesarstwa Armenię, został jednak zamordowany 8 kwietnia 217. Artabanus pokonał jego następcę, Makrynusa, pod Nisibis i pozbył się Rzymian z terytorium swego państwa oraz otrzymał zwrot łupów i wysoką kontrybucję.
W 224 Artabanus został pokonany w bitwie pod Hormizdeganem przez władcę perskiego Ardaszira I, który całkowicie opanował królestwo Partów i zlikwidował jego dynastię.